# Dragučova
Dragučova je naselje v Občini Pesnica.
Dragučova se prvič omeni (Dragotsoy) v nedatirani menjalni listini med šentpavelskim opatom Wecelinom in mejnim grofom Engelbertom II. Spanheimskim, zapisani med letoma 1106 in 1124.